# 郑州地铁7号线
郑州地铁7号线是郑州地铁一条运营中的线路，一期工程南北向贯穿郑州主城区，北起位于惠济区的东赵，沿文化路、优胜南路、金水路、大学路敷设，止于二七区侯寨，全程26.72公里，于2024年12月29日正式开通运营。

## 线路走向
7号线一期工程北起位于文化北路与大河路路口的东赵站，沿文化北路和文化路地下向南，至优胜南路转向西至大石桥，沿金水路地下向西南，至河医立交后转向南，沿大学路和大学南路地下至侯寨站止。线路全长26.724公里，设车站20座。
二期工程中，南延线目前在规划中，而原定北延至黄河博览馆站的规划，经争取已纳入一期提前建设。

## 车站
7号线一期工程设车站20座，各站点如下：
| 郑州地铁7号线一期工程车站列表 |                |            |                  |                |                |               |
| 编号                          | 站名           | 所在行政区 | 换乘             | 启用日期       | 结构类型       | 中心里程 (km) |
| 0721                          | 黄河博览馆     | 惠济区     |                  | 暂缓建设       | 地下二层岛式   | 0.000         |
| 0723                          | 东赵           | 惠济区     |                  | 2024年12月29日 | 地下二层岛式   | 0.277         |
| 0725                          | 黄河迎宾馆     | 惠济区     | █ 2号线          | 2024年12月29日 | 地下三层岛式   | 1.560         |
| 0727                          | 北大学城       | 惠济区     |                  | 2024年12月29日 | 地下二层岛式   | 2.506         |
| 0729                          | 琉璃寺         | 金水区     |                  | 2024年12月29日 | 地下二层岛式   | 4.575         |
| 0731                          | 张家村         | 金水区     | █ 4号线          | 2024年12月29日 | 地下二层双岛式 | 6.678         |
| 0733                          | 陈砦           | 金水区     |                  | 2024年12月29日 | 地下二层岛式   | 8.116         |
| 0735                          | 白庙           | 金水区     | █ 8号线          | 2024年12月29日 | 地下三层岛式   | 9.629         |
| 0737                          | 农业大学       | 金水区     |                  | 2024年12月29日 | 地下二层岛式   | 10.897        |
| 0739                          | 郑州人民医院   | 金水区     | █ 5号线          | 2024年12月29日 | 地下三层岛式   | 12.163        |
| 0741                          | 大石桥         | 金水区     | █ 3号线          | 2024年12月29日 | 地下三层岛式   | 13.902        |
| 0743                          | 郑大一附院     | 二七区     |                  | 2024年12月29日 | 地下二层岛式   | 15.545        |
| 0745                          | 医学院         | 二七区     | █ 1号线 █ 10号线 | 2024年12月29日 | 地下三层岛式   | 16.677        |
| 0747                          | 市骨科医院     | 二七区     |                  | 2024年12月29日 | 地下二层岛式   | 17.673        |
| 0749                          | 大学中路       | 二七区     | █ 6号线          | 2024年12月29日 | 地下三层岛式   | 18.605        |
| 0751                          | 市第二人民医院 | 二七区     | █ 5号线          | 2024年12月29日 | 地下三层岛式   | 19.564        |
| 0753                          | 王胡砦         | 二七区     | █ 14号线（规划） | 2024年12月29日 | 地下二层岛式   | 21.045        |
| 0755                          | 漓江路         | 二七区     |                  | 2024年12月29日 | 地下二层岛式   | 22.311        |
| 0757                          | 荆胡           | 二七区     |                  | 2024年12月29日 | 地下二层岛式   | 23.862        |
| 0759                          | 南环公园       | 二七区     | █ 15号线（规划） | 2024年12月29日 | 地下二层岛式   | 25.041        |
| 0761                          | 南岗刘         | 二七区     | █ 9号线（规划）  | 2024年12月29日 | 地下二层岛式   | 26.621        |

## 附属设施
7号线规划设两座车辆基地，为南环车辆段和东赵停车场，分别位于一期工程线路的南端和北端。规划建设主变电所两座，分别为郑州北主变电所和鼎盛大道主变电所。

## 历史
2016年3月，郑州市规划局公示“郑州市轨道交通线网规划修编（2015—2050）”。根据此修编，7号线又称“M7线”，定位为中心城区加密线，由东赵至曲梁，长度为49.1km，共设26座车站。
2019年3月29日，国家发改委批复“郑州市城市轨道交通第三期建设规划（2019-2024年）”，7号线一期工程获批。根据批复，7号线一期工程自东赵站至侯寨站，线路长26.9公里，设车站20座，投资211.58亿元，项目建设工期为5年。
2020年6月8日，郑州市发改委对外公示地铁7号线一期工程环境影响报告书，该报告书显示，地铁7号线一期总投资211.58亿元，建设期为2020年6月至2024年12月，总工期4.5年。目前7号线已正式开工建设。
2024年12月29日，郑州地铁7号线一期工程正式开通运营。

## 未来发展
根据2016年郑州市规划局公示的“郑州市轨道交通线网规划修编（2015—2050）”，7号线为由东赵至曲梁的南北向线路，其中侯寨以南的线路为二期工程，目前尚在规划阶段。